# Merry Christmas to You
Merry Christmas to You è un album in studio della cantante di musica country statunitense Reba McEntire, pubblicato nel 1987. Si tratta di un album natalizio.

## Tracce
1. Away in a Manger – 2:26 (James R. Murray)
2. On This Day – 4:03 (Michael P. Heeney, David Scarlet)
3. O Holy Night – 3:54 (Adolphe Adam, John Sullivan Dwight)
4. The Christmas Guest – 5:23 (Grandpa Jones, Ramona Jones, Bill Walker)
5. Silent Night – 3:36 (Franz Gruber, Josef Mohr)
6. Happy Birthday Jesus (I'll Open This One for You) – 2:33 (Traditional)
7. White Christmas – 3:02 (Irving Berlin)
8. I'll Be Home for Christmas – 3:16 (Kim Gannon, Walter Kent, Buck Ram)
9. A Christmas Letter – 3:11 (John Greenebaum, Paul Nelson, Gene Nelson)
10. The Christmas Song (Chestnuts Roasting on an Open Fire) – 3:26 (Mel Tormé, Bob Wells)